# 寛和元年内裏歌合
寛和元年内裏歌合（かんながんねんだいりうたあわせ）は、寛和元年8月10日（985年8月28日）、花山天皇によって行われた歌合。

## 概要
この日、突如清涼殿の南廂に出御した天皇は即興の歌合を開くことを宣言、近くにいた蔵人などの側近を集めて即席の歌合の席が設けられた。勿論、突然の出来事であったために事前の準備は何もされておらず、天皇の東宮時代より仕えて文筆に優れていた蔵人兼左少弁藤原惟成が判者を兼ね、左近衛中将であった20歳（天皇より2歳年長）の藤原公任が召された他は、惟成と同様に蔵人を務めていた菅原為理と藤原長能のみが参加した（ただし、為理は紀伝道の名家菅原氏出身で道真の玄孫、長能は後に中古三十六歌仙に加えられる程の人物で、ともに文筆に優れていた）。
題材も天皇がその場で「月」「風」「野花」「露」「鴈（がん）」「虫」と秋と関連深い6つが選ばれた（当時の旧暦8月は季節としては秋に含まれる）。
左方として天皇が3首、惟成が2首、為理が1首を詠み、右方として公任2首、長能2首、そして人数不足のために惟成がこちらでも1首詠んだ。『大鏡』でも幼い頃からの神童ぶりが記されている公任は1番と6番を担当したが、ともに花山天皇自らが対峙をするという展開となった。また、「方人即歌人」であるとして、主催者である天皇や判者である惟成も自ら歌を詠んでいるのは当時の歌合では異質であり、後の院政期の歌合の様式の先駆に近い。最終的には天皇がいる左方の勝利となったものの、天皇御製のうち2首が持（引き分け）と判定されるなど、真剣な歌の勝負が行われた。更にこの時詠われた全12首のうち、7首までが後に勅撰和歌集に採用されていることも、この歌合の質の高さを示していた。
この歌合に自信を深めた花山天皇は翌年にも歌合を開くことになる。